# Romería de San Benito Abad
Romería Regional de San Benito Abad, romería popular que se celebra actualmente el segundo domingo de julio en la ciudad de San Cristóbal de La Laguna (Tenerife, Canarias, España). Declarada como Fiesta de Interés Turístico en 1980, pasó en 1987 a ser de Interés Turístico a nivel autonómico y es la romería más representativa de Canarias, en la que participan grupos venidos desde todos los rincones del archipiélago. Además, es la única romería de Canarias en ostentar el título de "Regional" (es decir, de toda la región canaria). Así mismo, es considerada como una de las romerías más importantes de España. San Benito es el histórico patrono de los campesinos y agricultores de la isla de Tenerife.

## Historia
Las Fiestas de San Benito Abad en La Laguna datan de 1532, si bien, la romería tal y como se celebra en la actualidad tiene su origen en junio de 1947.
El 11 de julio de 1532, San Benito Abad se convirtió en patrón de las sementeras de Tenerife y, por ende, de las de La Laguna, al ostentar esta la capitalidad de Canarias. Posteriormente su protección se extendería a los labradores, al ganado y al campo en general. La elección fue al azar: Tenerife padecía una pertinaz sequía y, buscando un mediador que presidiera las rogativas, el gremio de labradores dispuso en un sombrero, en papeles doblados, los nombres de todos los santos. Esta peculiar "votación al azar"  hubo de repetirse tres veces; en todas las ocasiones se extrajo el nombre de San Benito, lo cual fue considerado como un designio divino. Prueba de ello es que, según Juan Núñez de la Peña, el Cabildo de la isla prometió hacer tres fiestas cada año. En otras islas del archipiélago también se designaron a santos como patronos y especiales protectores de los campos y la agricultura; así por ejemplo, en Gran Canaria a los Santos Justo y Pastor, en La Palma a Santa Águeda de Catania y en Fuerteventura a San Andrés Apóstol, entre otros.
En su origen, la celebración de San Benito se trataba de un reconocimiento que los campesinos tributaban al Santo por su protección y sus desvelos en la obtención de una buena cosecha y las lluvias necesarias para la fecundidad del campo. Con el tiempo, esa presencia del campo en la ciudad fue adquiriendo un carácter multítudinario y participativo y la Romería se convirtió en un encuentro de ambos mundos: el agrario y el urbano.
Inicialmente, la romería se celebraba en el mes de junio, si bien por condiciones meteorológicas posteriormente se trasladó al primer o segundo domingo de julio. En 1958, el entonces príncipe don Juan Carlos I de Borbón realizó una visita oficial a la isla de Tenerife y presenció la Romería de San Benito Abad, siendo la primera y única romería de Canarias en contar con la presencia de un miembro de la familia real española.

## Actos
El cortejo de esta romería está compuesto por siete mujeres cada una con el traje típico correspondiente a cada una de Islas, jóvenes que portan flores y frutas como ofrenda al Santo, carretas, rondallas, parrandas y ganado que recorren distintas calles.
El evento principal de las fiestas es la Romería de San Benito Abad, en la que numerosas carretas recorren las calles de La Laguna. Desde las carretas, durante todo el recorrido, se reparten huevos duros, chuletas, gofio, papas arrugadas y frutas. En el cortejo de la romería, personas de todas las edades y procedencias portan flores y frutas como ofrenda al Santo. Las rondallas y las parrandas amenizan el camino.
En los días precedentes a la Romería se celebran distintos actos como son el Festival de la Copla; el Baile de Magos amenizado por grupos folclóricos y donde todos van ataviados con el traje típico, el traje de mago y el "Festival 7 Islas" donde participa un grupo de cada una de las islas. La culminación es el domingo con la romería. Se celebra una misa romera con una ofrenda floral y se bendice el ganado. A continuación, desde la ermita o iglesia del Santo parte la romería.

## Influencia
El folklorista y cronista de Gran Canaria, Néstor Álamo se inspiró en la Romería de San Benito para crear la Romería de la Virgen del Pino en Teror.